# I Learned from the Best
I Learned from the Best è un singolo della cantante statunitense Whitney Houston, pubblicato il 29 novembre 1999 come quinto e ultimo singolo estratto dal quarto album in studio My Love Is Your Love. Il brano è stato scritto dalla compositrice Diane Warren.
Il video, diretto da Kevin Bray, vede la Houston eseguire il brano durante un concerto. Il video è stato girato a Colonia in Germania in uno stadio locale.

## Tracce
UK CD 1
1. I Learned from the Best (Radio Edit) – 3:55
2. I Will Always Love You (Hex Hector Club Mix) – 9:52
3. It's Not Right but It's Okay (Thunderpuss Radio Mix) – 4:26

UL CD 2 - The Remixes
1. I Learned from the Best (Album Version) – 4:20
2. I Learned from the Best (HQ2 Uptempo Radio Mix) – 4:23
3. I Learned from the Best (Jr. Vasquez Club Mix) – 11:37

CD Maxi (Stati Uniti)
1. I Learned from the Best (HQ2 Uptempo Radio Mix) – 4:23
2. I Learned from the Best (Jr. Vasquez Disco Radio Mix) – 4:22
3. I Learned from the Best (HQ2 Club Mix) – 10:37
4. I Learned from the Best (Jr. Vasquez USA Millennium Mix) – 11:37
5. I Learned from the Best (Jr. Vasquez Disco Club Mix) – 9:21
6. I Learned from the Best (HQ2 Dub) – 8:56
7. I Learned from the Best (Jr. Vasquez U.K. Radio Mix) – 4:59
8. I Learned from the Best (Original Version) – 4:09

## Classifiche
| Classifica (1999-00) | Posizione massima |
| -------------------- | ----------------- |
| Belgio (Fiandre)     | 58                |
| Finlandia            | 6                 |
| Francia              | 44                |
| Irlanda              | 18                |
| Germania             | 48                |
| Paesi Bassi          | 34                |
| Regno Unito          | 19                |
| Spagna               | 8                 |
| Stati Uniti          | 27                |
| Svezia               | 23                |
| Svizzera             | 28                |